# 3.er Batallón de Defensa Local de la Luftwaffe
El 3.er Batallón de Defensa Local de la Luftwaffe (3. Landesschützen-Bataillon der Luftwaffe) fue una unidad militar de la Luftwaffe durante la Segunda Guerra Mundial.

## Historia
Fue formado el 1 de noviembre de 1943 en Noruega (únicamente el Stab), desde el II Batallón/502.º Regimiento de Campaña de la Luftwaffe. Fue disuelto en el verano de 1944.